# Winobranie

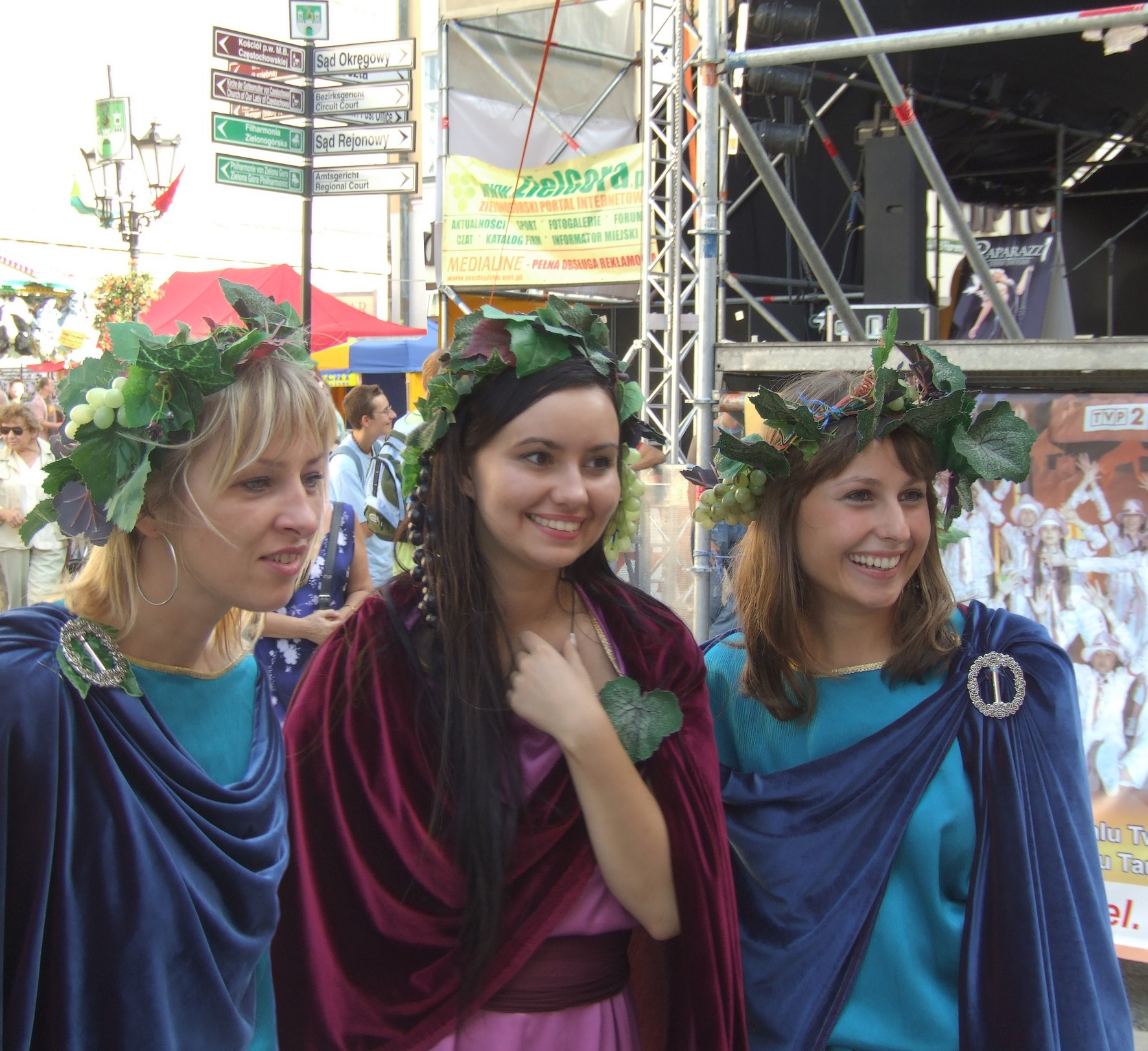
Några av vinfestivalens menader

Winobranie är en årlig vinfestival som äger rum i Zielona Góra i västra Polen. Festivalen, som anordnas i september, bygger på en tradition av druvodling. 
Zielona Góra har länge varit känt för sin vinproduktion, det är anledningen till att vindruvor och viner säljs under denna tidpunkt. Festivalen äger rum i början av september varje år och pågår i nio dagar. Det är många konserter och shower under denna tid. Det kommer många fransmän samt särskilt många tyskar under denna tid. 
Zielona Góra har troligen producerat vin sedan 1200-talet, men det har inte blivit dokumenterat förrän på 1400-talet. Den första Winobranie-festivalen gick av stapeln 1852.